# Tsuyoshi Nagabuchi All Time Best 2014 傷つき打ちのめされても、長渕剛。
『Tsuyoshi Nagabuchi All Time Best 2014 傷つき打ちのめされても、長渕剛。』（オール・タイム・ベスト 2014 きずつきうちのめされても、ながぶちつよし）は、日本のシンガーソングライターである長渕剛の9作目のベスト・アルバム。
2014年7月2日にユニバーサルミュージックのEMI Recordsレーベルからリリースされた。ベスト・アルバムとしては『SONGS』（2008年）以来およそ6年振り、オリジナル・アルバムを含めると『Stay Alive』（2012年）以来およそ2年振りのリリースとなった。
本作には東芝EMI所属時代からフォーライフ、NAYUTAWAVE RECORDS、EMI Recordsまでの全レーベルから選曲され全4枚組で収録されている。オリコンチャートでは最高位4位となった。

## 背景
前作『Stay Alive』（2012年）リリース後、長渕は2012年5月18日の横須賀芸術劇場より9月3日のさっぽろ芸術文化の館に至るまで、全国20都市全27公演におよぶライブツアー「TSUYOSHI NAGABUCHI 「RUN FOR TOMORROW」 HALL TOUR 2012 Unplugged Live」を開催、また7月22日の神奈川県民ホールでの公演中に長渕は左膝を負傷し「左膝内側側副靭帯損傷」と診断され全治6週間となり、7月26日に予定されていた札幌での公演は9月3日に延期される事となった。さらに同年9月17日のマリンメッセ福岡より10月21日の大阪城ホールまで全国5都市全9公演におよぶライブツアー「TSUYOSHI NAGABUCHI ARENA TOUR 2012 Stay Alive」が開催された。その後、11月3日には上記のツアーや東日本大震災への復興活動支援などの足跡を追ったドキュメント番組『東北の空には歌がある～長渕剛　震災から500日の軌跡～』がNHK BSプレミアムにて放送された。
2013年に入り、3月18日には日本テレビ系バラエティ番組『しゃべくり007 春の男祭り2時間スペシャル』（2008年 - ）に出演した。3月20日には3枚組ライブDVDおよびBlu-ray Discの『THE TRUTH』をリリース、さらに3月20日から8月18日にかけて「長渕剛　第五回詩画展『殺気 黒い血が流れる日』」が東京、名古屋、鹿児島、大阪、仙台、茨城において開催された。初日となった3月20日には大筆を使用した詩画の実演パフォーマンスが表参道ヒルズ内にて行われ、この時の模様が3月28日にベイエフエム特別番組『TSUYOSHI NAGABUCHI 詩画 SPECIAL 殺気』として放送された他、ニコニコ生放送にて生中継も行われ、長渕としては初のニコニコ動画への登場となった。5月22日にはシングル「未来」（2013年）をリリース、同曲はNHK総合テレビドラマ『島の先生』（2013年）の主題歌として使用された。長渕の曲がテレビドラマ主題歌として使用されたのはテレビ朝日系テレビドラマ『外科医・夏目三四郎』（1998年）に「指切りげんまん」（1998年）が使用されて以来、15年ぶりとなった。その後、6月8日の鹿児島・宝山ホールより7月25日のZepp名古屋に至るまで、全国7都市全13公演におよぶファンクラブ会員限定ライブツアー「TOUR 2013 THANK YOU! for Fanclub Members」を開催した。
2014年に入り、4月24日には「KEIRINグランプリ2014岸和田」に関する記者会見が都内で行われ、同大会のテーマソングとして長渕の新曲が使用されると発表された他、同大会のイメージキャラクターとして長渕が就任、シングル「金色のライオン」（2004年）が使用された京セラの携帯電話のコマーシャル以来、10年ぶりとなるコマーシャル出演も決定した。長渕は記者会見にて岸和田市長の信貴芳則と共に出席し、巨大な詩画「てっぺん」を披露した。5月17日にはシングル「HOLD YOUR LAST CHANCE 2014」（2014年）をリリース、同曲は全日本フルコンタクト空手道連盟の理事長である緑健児より依頼され「第1回全日本フルコンタクト空手道選手権大会」のテーマソングとして使用され、翌5月18日の同大会の決勝戦後にはスペシャルライブとして「かましたれ!」、「HOLD YOUR LAST CHANCE 2014」、「乾杯」、「STAY DREAM」、「とんぼ」など全9曲を披露した。6月11日には「KEIRINグランプリ2014岸和田」のテーマソングであるシングル「走る」（2014年）をリリースした。6月14日にはInterFMと雑誌『ローリング・ストーン日本版』の共同提供ラジオ番組『 (Are You Rolling?) …We're Rolling！』に生出演し、自らの音楽ルーツや日本の未来について語った。

## 構成
1978年のデビュー以来、発表してきた全楽曲の中から長渕本人の選曲・監修によるオールタイム・ベストアルバム。「シングルコレクション」「生きる」「怒り」「叫び」という4つのテーマに沿った選曲がなされ、CD4枚組、全58曲という構成になっている。収録曲はすべて、24bitデジタル・リマスタリングが施されている。DISC 1はシングル・コレクションとしながらも「巡恋歌」「俺らの家まで」「順子」「とんぼ」はアルバム・ミックスの音源が収録されている。
デビュー36年というタイミングで本作をリリースすることについて長渕は、「この時期に自分の引き出しを全部整理整頓して、今まで聴いてくれた人たち、 知らなかった人たちに、『ほら、こういう歌なんだ、君たちの歌があるだろ？』って、問いかけたかった」と語っている。
各曲は下記のシングルおよびアルバムから、それぞれのテーマに沿って選曲されている。
| シングル - 「巡恋歌」（1978年） - 「俺らの家まで」（1979年） - 「順子」（1980年） - 「二人歩記」（1981年） - 「GOOD-BYE青春」（1983年） - 「勇次」（1985年） - 「ろくなもんじゃねえ」（1987年） - 「NEVER CHANGE」（1988年） - 「とんぼ」（1988年） - 「JEEP」（1990年） - 「しゃぼん玉」（1991年） - 「RUN」（1993年） - 「ひまわり」（1997年） - 「しあわせになろうよ」（2003年） - 「CLOSE YOUR EYES」（2005年） - 「蝉 semi」（2009年） - 「TRY AGAIN for JAPAN」（2011年） - 「ひとつ」（2012年） - 「走る」（2014年） | アルバム - 『逆流』（1979年） - 「ひざまくら」、「逆流」 - 『乾杯』（1980年） - 「乾杯」、「白と黒」、「顔」 - 『HEAVY GAUGE』（1983年） - 「僕のギターにはいつもHeavy Gauge」 - 『HOLD YOUR LAST CHANCE』（1984年） - 「TIME GOES AROUND」、「HOLD YOUR LAST CHANCE」、「COME BACK TO MY HEART」 - 『STAY DREAM』（1986年） - 「STAY DREAM」 - 『LICENSE』（1987年） - 「パークハウス 701 in 1985」、「PLEASE AGAIN」、「LICENSE」 - 『昭和』（1989年） - 「シェリー」 - 『JEEP』（1990年） - 「西新宿の親父の唄」、「Myself」、「お家へかえろう」、「カラス」 - 『JAPAN』（1991年） - 「親知らず」、「俺の太陽」、「JAPAN」、「東京青春朝焼物語」、「I love you」 - 『Captain of the Ship』（1993年） - 「ガンジス」、「Captain of the Ship」 - 『家族』（1996年） - 「何故」、「耳かきの唄」 - 『ふざけんじゃねぇ』（1997年） - 「いのち」 - 『空』（2001年） - 「コオロギの唄」、「くしゃみじゃなくてよかったよ」 - 『Keep On Fighting』（2003年） - 「情熱」 - 『Come on Stand up!』（2007年） - 「鶴になった父ちゃん」 - 『FRIENDS』（2009年） - 「青春」 - 『TRY AGAIN』（2010年） - 「Success」、「Kiss」 - 『Stay Alive』（2012年） - 「明日をくだせえ」、「日本に生まれた」、「六月の鯉のぼり」、「カモメ」 |

## リリース
本作リリースの告知は2014年4月15日に音楽ナタリー、BARKS、CDジャーナル、OKMusicなどのWeb媒体にて行われた。6月3日には初回限定盤の特典DVDの内容が公開され、YouTubeにてトレーラーが先行公開された。その後、2014年7月2日にEMI Recordsよりリリースされた。
初回生産限定盤はCD4枚に加え、当時世界初のパフォーマンスとして、“センターステージ・ギター1本 長渕剛 VS オーディエンス・10,000人”が話題となったLIVE “’86-87 STAY DREAM”の大阪城ホール公演（1987年2月25日）から貴重なパフォーマンス映像を厳選したオフィシャル・ブートレグDVD『STAY DREAM』が付いている。当時、映像作品として発売されることはなかったものの、記録用として撮影していたものをスタッフが発掘し、その中から厳選したパフォーマンス7曲を収録している。DVDについて長渕は「最初は、30歳になったくらいの時の映像だから、恥ずかしさももちろんあって、とても観られたもんじゃないな、なんて思ってたんだけど、だんだん、純粋なエネルギーに引き込まれていったんだよ。これを若い連中に見せたいなって思った」と語っている。

## プロモーション
発売に際し、朝日新聞の紙面広告では、王貞治、倉本聰、佐藤琢磨、上田晋也 (くりぃむしちゅー)、市原隼人、稲盛和夫、遠藤保仁、冨永愛、湯川れい子、北乃きい、古舘伊知郎、柏木由紀 (AKB48、NMB48)、藤原竜也、後藤輝基 (フットボールアワー)、菊池雄星といった各界の著名人らが、各々の思い入れのある長渕の歌とその歌詞の一節を紹介した。また、Yahoo! JAPANでは期間限定の特別企画として、本作収録の全58曲のテーマ別人気投票や、思い入れのある歌詞の一節が投稿できるようになっている。その他、動画共有サービスのVineを使用した「♯みんなの長渕」という企画があり、長渕の曲のフレーズを歌って投稿するキャンペーンが行われた。
本作に関するテレビ出演は、2013年5月23日にNHK総合音楽番組『MUSIC JAPAN』（2007年 - 2016年）に出演し「未来」を演奏した。
2014年7月12日、7月18日の2週に亘ってNHK総合音楽番組『SONGS』（2007年 - ）に出演、「とんぼ」、「順子」、「逆流」、「Myself」を演奏、トークセッションではファン代表としてファッションモデルの冨永愛が進行を担当した。また、7月18日の『SONGS ライブスペシャル』では「親知らず」、「カラス」、「明日をくだせえ」、「Tomorrow」、「逆流」、「Myslef」、「とんぼ」、「走る」、「RUN」を演奏、同番組で2週連続の出演や特番が組まれたのは異例の事となった。
7月13日にはフジテレビ系バラエティ番組『ワンダフルライフ』（2014年）に出演、7月19日にはTBS系バラエティ番組『ジョブチューン アノ職業のヒミツぶっちゃけます!』（2013年 - ）に出演し、お笑いコンビのバナナマンや土田晃之達と初共演をした。

## アートワーク
初回限定盤では、37年間の貴重な写真、伝説のライブ“'86-87 STAY DREAM”を振り返っての最新インタビュー、年表で構成した、カラー・全60ページのヒストリーブック「TSUYOSHI NAGABUCHI VISUAL HISTORY 1978-2014」、エンボス・ゴールド仕様3方背ケースが特典として付いている。

## ツアー
本作を受けてのコンサートツアーは「TSUYOSHI NAGABUCHI ARENA TOUR 2014 ALL TIME BEST」と題し、2014年8月16日の横浜アリーナを皮切りに9月20日のゼビオアリーナ仙台まで7都市全12公演が行われた。
本ツアーの中から9月3日の日本武道館での模様を記録したライブDVD『“ARENA TOUR 2014 ALL TIME BEST"Live! one love, one heart』が12月20日にリリースされた。

## チャート成績
オリコンチャートでは初週で6.8万枚を売り上げ7月14日付けで4位となり、7月21日付けで1.8万枚で4位、7月28日付けで1.7万枚で4位と推移し、登場回数は54回、最終的な売り上げ枚数は約14万枚となった。
タワーレコードの売り上げチャートでは渋谷で13位、新宿で11位、大阪で4位、福岡で5位となり、さらに「ジャパニーズ ロック&ポップス アルバム」部門では2014年6月30日付けで8位、7月7日付けで13位、7月14日付けで13位となった。

## 収録曲

### CD
| 全作詞・作曲: 長渕剛（特記以外）。 |                                |                    |                    |                                                                       |      |
| #                                  | タイトル                       | 作詞               | 作曲・編曲         | 編曲                                                                  | 時間 |
| 1.                                 | 「巡恋歌」                     | 長渕剛（特記以外） | 長渕剛（特記以外） | 鈴木茂                                                                | 3:34 |
| 2.                                 | 「俺らの家まで」               | 長渕剛（特記以外） | 長渕剛（特記以外） | 石川鷹彦                                                              | 3:38 |
| 3.                                 | 「順子」                       | 長渕剛（特記以外） | 長渕剛（特記以外） | 瀬尾一三                                                              | 3:21 |
| 4.                                 | 「乾杯」                       | 長渕剛（特記以外） | 長渕剛（特記以外） | 青木望                                                                | 5:33 |
| 5.                                 | 「GOOD-BYE青春」(作詞：秋元康) | 長渕剛（特記以外） | 長渕剛（特記以外） | 瀬尾一三                                                              | 3:27 |
| 6.                                 | 「勇次」                       | 長渕剛（特記以外） | 長渕剛（特記以外） | 瀬尾一三、長渕剛 & The Band of Spirits                                | 5:17 |
| 7.                                 | 「ろくなもんじゃねえ」         | 長渕剛（特記以外） | 長渕剛（特記以外） | 瀬尾一三、長渕剛                                                      | 4:12 |
| 8.                                 | 「とんぼ」                     | 長渕剛（特記以外） | 長渕剛（特記以外） | 瀬尾一三、長渕剛                                                      | 6:10 |
| 9.                                 | 「JEEP」                       | 長渕剛（特記以外） | 長渕剛（特記以外） | 長渕剛、瀬尾一三                                                      | 3:43 |
| 10.                                | 「しゃぼん玉」                 | 長渕剛（特記以外） | 長渕剛（特記以外） | 長渕剛、瀬尾一三                                                      | 4:58 |
| 11.                                | 「RUN」                        | 長渕剛（特記以外） | 長渕剛（特記以外） | 瀬尾一三、長渕剛                                                      | 5:37 |
| 12.                                | 「ひまわり」                   | 長渕剛（特記以外） | 長渕剛（特記以外） | 笛吹利明、長渕剛                                                      | 6:48 |
| 13.                                | 「しあわせになろうよ」         | 長渕剛（特記以外） | 長渕剛（特記以外） | 国吉良一                                                              | 4:30 |
| 14.                                | 「CLOSE YOUR EYES」            | 長渕剛（特記以外） | 長渕剛（特記以外） | 長渕剛/ストリングスアレンジ：瀬尾一三                                 | 6:44 |
| 15.                                | 「蝉 semi」                    | 長渕剛（特記以外） | 長渕剛（特記以外） | 上田健司                                                              | 4:14 |
| 16.                                | 「走る」                       | 長渕剛（特記以外） | 長渕剛（特記以外） | 長渕剛、中村康就/ストリングスアレンジ：中村康就/ホーンアレンジ：YOKAN | 3:45 |
| 合計時間:                          | 合計時間:                      | 合計時間:          | 75:37              |                                                                       |      |

| 全作詞・作曲: 長渕剛。 |                              |           |            |                                     |      |
| #                      | タイトル                     | 作詞      | 作曲・編曲 | 編曲                                | 時間 |
| 1.                     | 「パークハウス 701 in 1985」 | 長渕剛    | 長渕剛     | 瀬尾一三、長渕剛                    | 6:20 |
| 2.                     | 「TIME GOES AROUND」         | 長渕剛    | 長渕剛     | 長渕剛                              | 3:43 |
| 3.                     | 「西新宿の親父の唄」         | 長渕剛    | 長渕剛     | 瀬尾一三                            | 5:46 |
| 4.                     | 「Myself」                   | 長渕剛    | 長渕剛     | 瀬尾一三                            | 5:18 |
| 5.                     | 「ひざまくら」               | 長渕剛    | 長渕剛     | 石川鷹彦                            | 3:54 |
| 6.                     | 「情熱」                     | 長渕剛    | 長渕剛     | 長渕剛                              | 4:07 |
| 7.                     | 「Success」                  | 長渕剛    | 長渕剛     | 長渕剛                              | 6:10 |
| 8.                     | 「HOLD YOUR LAST CHANCE」    | 長渕剛    | 長渕剛     | 瀬尾一三                            | 4:16 |
| 9.                     | 「シェリー」                 | 長渕剛    | 長渕剛     | 笛吹利明                            | 6:03 |
| 10.                    | 「PLEASE AGAIN」             | 長渕剛    | 長渕剛     | 瀬尾一三、長渕剛                    | 5:23 |
| 11.                    | 「二人歩記」                 | 長渕剛    | 長渕剛     | 徳武弘文、瀬尾一三                  | 4:49 |
| 12.                    | 「Kiss」                     | 長渕剛    | 長渕剛     | 長渕剛、上田健司                    | 3:37 |
| 13.                    | 「ひとつ」                   | 長渕剛    | 長渕剛     | 長渕剛/ストリングスアレンジ：弦一徹 | 5:28 |
| 14.                    | 「TRY AGAIN for JAPAN」      | 長渕剛    | 長渕剛     | 長渕剛、上田健司                    | 4:37 |
| 15.                    | 「NEVER CHANGE」             | 長渕剛    | 長渕剛     | 瀬尾一三、長渕剛                    | 5:38 |
| 16.                    | 「STAY DREAM」               | 長渕剛    | 長渕剛     | 長渕剛、山里剛                      | 4:31 |
| 合計時間:              | 合計時間:                    | 合計時間: | 79:47      |                                     |      |

| 全作詞・作曲: 長渕剛。 |                                     |           |            |                                                           |      |
| #                      | タイトル                            | 作詞      | 作曲・編曲 | 編曲                                                      | 時間 |
| 1.                     | 「明日をくだせえ」                  | 長渕剛    | 長渕剛     | 長渕剛                                                    | 4:34 |
| 2.                     | 「お家へかえろう」                  | 長渕剛    | 長渕剛     | 矢島賢                                                    | 5:50 |
| 3.                     | 「親知らず」                        | 長渕剛    | 長渕剛     | 瀬尾一三、長渕剛                                          | 5:24 |
| 4.                     | 「俺の太陽」                        | 長渕剛    | 長渕剛     | 瀬尾一三、長渕剛                                          | 4:00 |
| 5.                     | 「日本に生まれた」                  | 長渕剛    | 長渕剛     | 長渕剛、関淳二郎/ストリングスアレンジ：上田健司、四家卯大 | 4:54 |
| 6.                     | 「鶴になった父ちゃん」              | 長渕剛    | 長渕剛     | 瀬尾一三                                                  | 6:12 |
| 7.                     | 「LICENCE」                         | 長渕剛    | 長渕剛     | 瀬尾一三、長渕剛                                          | 6:36 |
| 8.                     | 「コオロギの唄」                    | 長渕剛    | 長渕剛     | 瀬尾一三、ジェフリー・C・J・ヴァンストン                  | 5:21 |
| 9.                     | 「くしゃみじゃなくてよかったよ」    | 長渕剛    | 長渕剛     | 長渕剛                                                    | 2:07 |
| 10.                    | 「何故」                            | 長渕剛    | 長渕剛     | 瀬尾一三、長渕剛                                          | 5:44 |
| 11.                    | 「六月の鯉のぼり」                  | 長渕剛    | 長渕剛     | 長渕剛、関淳二郎                                          | 4:58 |
| 12.                    | 「カラス」                          | 長渕剛    | 長渕剛     | 矢島賢、長渕剛                                            | 4:21 |
| 13.                    | 「白と黒」                          | 長渕剛    | 長渕剛     | 長渕剛                                                    | 3:27 |
| 14.                    | 「逆流」                            | 長渕剛    | 長渕剛     | 瀬尾一三                                                  | 4:18 |
| 15.                    | 「僕のギターにはいつもHeavy Gauge」 | 長渕剛    | 長渕剛     | 瀬尾一三、長渕剛                                          | 4:57 |
| 16.                    | 「顔」                              | 長渕剛    | 長渕剛     | ストリングスアレンジ：瀬尾一三                            | 3:42 |
| 合計時間:              | 合計時間:                           | 合計時間: | 76:31      |                                                           |      |

| 全作詞・作曲: 長渕剛。 |                           |           |            |                                       |       |
| #                      | タイトル                  | 作詞      | 作曲・編曲 | 編曲                                  | 時間  |
| 1.                     | 「JAPAN」                 | 長渕剛    | 長渕剛     | 瀬尾一三、長渕剛                      | 6:38  |
| 2.                     | 「ガンジス」              | 長渕剛    | 長渕剛     | 瀬尾一三、長渕剛                      | 9:49  |
| 3.                     | 「青春」                  | 長渕剛    | 長渕剛     | 長渕剛                                | 5:32  |
| 4.                     | 「COME BACK TO MY HEART」 | 長渕剛    | 長渕剛     | 長渕剛                                | 5:51  |
| 5.                     | 「東京青春朝焼物語」      | 長渕剛    | 長渕剛     | 瀬尾一三、長渕剛                      | 6:30  |
| 6.                     | 「耳かきの唄」            | 長渕剛    | 長渕剛     | 笛吹利明、長渕剛                      | 10:27 |
| 7.                     | 「カモメ」                | 長渕剛    | 長渕剛     | 上田健司                              | 10:02 |
| 8.                     | 「いのち」                | 長渕剛    | 長渕剛     | 長渕剛/ストリングスアレンジ：瀬尾一三 | 5:29  |
| 9.                     | 「I love you」            | 長渕剛    | 長渕剛     | 瀬尾一三、長渕剛                      | 5:59  |
| 10.                    | 「Captain of the ship」   | 長渕剛    | 長渕剛     | 瀬尾一三、長渕剛                      | 12:49 |
| 合計時間:              | 合計時間:                 | 合計時間: | 79:11      |                                       |       |

### 初回特典DVD
1. SUPER STAR
2. 少し気になったBreakfast
3. 愛してるのに
4. Don't Cry My Love
5. STANCE
6. わがまま・友情 Dreaam & Money
7. STAY DREAM

## スタッフ・クレジット
- 長渕剛 - プロデューサー、アート・ディレクション
- トム・コイン（英語版）（スターリング・サウンド・イン・ニューヨーク） - マスタリング・エンジニア
- 川上圭三 - アート・ディレクション、デザイン
- 西岡浩記 - 写真撮影
- 合田美千代（ユニバーサルミュージック） - アートワーク・コーディネーション
- 高橋良一 - コ・プロデューサー
- デニス・マーティン - コ・プロデューサー
- 稲村新山 (EMI Records) - A&Rチーフ、プロモーション
- 服部恒 (EMI Records) - A&Rディレクター
- オフィスレン - マネージメント
- 日比成一（ユニバーサルミュージック） - セールス・プロモーション
- たけとみこうしろう（ユニバーサルミュージック） - セールス・プロモーション
- 子安次郎 (EMI Records) - レーベル・プロデューサー
- 広瀬裕子 (EMI Records) - レーベル・プロデューサー
- 小原宏 (EMI Records) - レーベル・プロデューサー
- 藤倉尚（ユニバーサルミュージック） - エグゼクティブ・プロデューサー
- 喜本孝（ユニバーサルミュージック） - エグゼクティブ・プロデューサー
- 後藤由多加（ユイミュージック） - スペシャル・サンクス
- 尾木徹（プロダクション尾木） - スペシャル・サンクス
- 新田和長（オフィスレン） - スペシャル・サンクス
- 米谷亮（ヤマハミュージック） - スペシャル・サンクス

## リリース履歴
| No. | 日付         | レーベル                  | 規格 | 規格品番                                  | 最高順位 | 備考                                                        |
| --- | ------------ | ------------------------- | ---- | ----------------------------------------- | -------- | ----------------------------------------------------------- |
| 1   | 2014年7月2日 | ユニバーサル／EMI Records | CD   | UPCH-29170（初回盤） UPCH-20360（通常盤） | 4位      | 初回限定盤のみオフィシャル・ブートレグDVD『STAY DREAM』付属 |